# Mandato do Céu
O Mandato do Céu (天命, em Pinyin: Tiānmìng) é um conceito filosófico chinês tradicional a respeito da legalidade dos líderes (inicialmente reis, posteriormente imperadores). Segundo este conceito, o céu abençoaria a autoridade de um líder justo, mas ficaria desgostoso com um líder despótico e retiraria seu mandato. O mandato do céu, então, se transferiria para aqueles que governassem melhor.
O mandato do céu não tem nenhuma limitação de tempo, dependendo do desempenho justo do dirigente que, supostamente, o possua. O mandato não exige que um líder legítimo seja de nascimento nobre, e de fato, as dinastias foram fundadas frequentemente por pessoas de nascimento modesto (tais como a dinastia Han e a dinastia Ming). O conceito do mandato do céu foi usado primeiramente para justificar a autoridade dos reis da dinastia Zhou e mais tarde dos imperadores da China. O "mandato do céu" é, também, o primeiro nome de era da dinastia Qing.

## Origens
O conceito é encontrado primeiramente nos registros escritos do duque de Zhou, de um irmão mais novo do rei Wu de Zhou e de um regente do rei Cheng, filho do rei Wu de Zhou. É considerado por muitos como o autor da ideia. A noção do mandato do céu foi invocada mais tarde por Mêncio, um sábio e filósofo chinês muito influente, considerado em segundo lugar entre os maiores sábios, perdendo apenas para Confúcio.
O mandato do céu primeiramente foi usado pela dinastia Zhou para legitimar seu domínio. O Mandato do Céu estabelecia que os Zhou assumiam ascendência divina (Tian-Huang-Shangdi), sobre a ascendência divina dos Shang (Shangdi). A dinastia Shang legitimou sua liderança dizendo que os fundadores de sua dinastia eram deidades. Zhou disse que a dinastia Xia, que havia existido muito antes da dinastia Shang, possuía o mandato. Isto daria, aos Zhou, o mesmo direito que os Shang. Entretanto, não há nenhuma evidência concreta para a existência dos Xia, e muitos acreditam que o conceito do mandato do céu foi criado pelos Zhou.

## Direito divino em outros países
O mandato do céu é similar à noção européia do direito divino dos reis. Ambos procuraram legitimar sua liderança pela aprovação divina. Entretanto, se o direito divino dos reis concedia a legalidade incondicional, ao contrário, o mandato do céu era condicional ao comportamento do líder. A revolta nunca é legítima segundo o ponto de vista de que os reis detêm o direito divino, mas a filosofia do mandato do céu aprovava a derrota de líderes injustos. Os historiadores chineses interpretavam uma revolta bem-sucedida como a evidência que o mandato do céu havia passado. Na China, o direito da rebelião contra um líder injusto foi uma parte da filosofia política surgida após a dinastia Zhou, e uma rebelião bem-sucedida é entendida como a evidência da aprovação divina.
Nos países asiáticos do leste, que possuíam muita da filosofia política da China antiga, o conceito de uma legalidade política divina condicional e que poderia ser retirada era ideologicamente problemático. No Japão, este problema foi prevenido porque a Casa Imperial do Japão reivindicou ser descendente direto da deusa do sol, Amaterasu. Não obstante, ao manter seu papel como um descendente divino e um sumo sacerdote elevado do estado, o imperador japonês se tornou marginalizado politicamente nos períodos de Nara e de Heian por regentes poderosos do clã Fujiwara que controlavam o poder executivo do estado. Mesmo que a casa imperial japonesa permanecesse inteira após o oitavo século, a autoridade política real passou para as dinastias sucessivas dos shoguns, que originaram um ciclo similar àquele das dinastias chinesas. O poder político real passou através pelo menos de quatro sistemas desde a restauração Meiji: a democracia de Taishō, os militaristas, a ocupação do Japão, e democracia de pós-guerra. O imperador é, hoje, um governante sem poder político e não um soberano real. Poder-se-ia dizer a casa imperial do Japão sobreviveu durante tanto tempo precisamente porque não teve o controle sobre o estado.